# نادي ويتون ألبيون
نادي ويتون ألبيون لكرة القدم (بالإنجليزية: .Witton Albion F.C)‏ هو نادي كرة قدم بريطاني أٌسس عام 1887. يلعب النادي في دوري الشمال الممتاز ‏.